# 智子之心
《智子之心》，是一部改編自慈濟志工林智惠真實故事的电视剧，講述台灣日治時期台南富家女林智惠（智子）的一生。她終生投入護理工作，於18歲時不顧家人反對，成为一名随军护士，随日军到香港及廣州，参加救护日军的工作。高齡91歲的她現身上檔記者會，分享她在大時代下的經歷。
本劇由廖苡喬、游蕎軒等演員主演，由台湾慈济基金会投資監製，南方影視製作有限公司製作，2016年10月開拍，2017年3月殺青，並於2018年5月10日起大愛電視首播，播出2集之後遭停播，改播《愛別離》。
由于背景是第二次世界大战台灣被日本殖民统治時期，主角堅持随侵华日军當戰地護士，以及剧中被指日军以正面形象出场而国军成为反面角色，引发中国大陆媒体对该剧媚日、美化侵華日軍以及支持軸心國與法西斯主義的批判。

## 播出時間

### 電視首播
| 頻道                            | 所在地 | 播映日期                     | 播映時間 |
| 大愛電視台 （數位頻道同步播出） | 台灣   | 2018年5月10日－2018年5月11日 | 20:00    |

## 演員角色列表

### 主要角色
| 演員   | 角色           | 介紹         |
| 嚴藝文 | 林智惠（中年） |              |
| 廖苡喬 | 林智惠（少女） |              |
| 邱凱偉 | 林仲鼎         |              |
| 游蕎軒 | 麗櫻           |              |
| 楊烈   | 林朝棟         | 林智惠的父親 |
| 楊麗音 | 蔡怨           | 林智惠的母親 |
| 何蓓蓓 | 林美惠         |              |

### 次要角色
| 演員       | 角色     | 介紹                         |
| 張世賢     | 小馬     |                              |
| 劉致妤     | 千藤由美 |                              |
| 葛西健二   | 渡邊誠一 | 大日本帝國陸軍第十一師團少佐 |
| 與座重理久 | 佐藤寬藏 |                              |
| 陳立芹     | 陳和美   |                              |
| 陳玉玫     |          |                              |
| 鄭平君     |          |                              |
| 賴芊合     | 張秀蘭   |                              |
| 郭亞棠     |          |                              |
| 吳昆達     |          |                              |
| 古拉莉     |          |                              |
| 林鴻翔     | 鈴木將軍 | 病患                         |
| 謝其文     | 向田洋太 | 病患                         |

### 客串角色
| 演員 | 角色     | 介紹     |
| 夢多 | 中村軍官 | 中尉軍官 |
| 羽庭 | 張素卿   |          |

## 電視劇歌曲
| 曲別   | 歌名               | 演唱者 | 作詞   | 作曲   | 編曲   |
| 片頭曲 | 赤子之心           | 古拉莉 | 十方   | 荒山亮 | 劉浩旭 |
| 片尾曲 | 愛曾經讓我們在一起 | 四分衛 | 陳如山 | 陳如山 | 四分衛 |

## 大愛會客室名單
| 集數  | 日期          | 來賓         |
| 第1集 | 2018年5月11日 | 幕後側拍花絮 |

## 工作人員列表

### 製作團隊
- 監製：王端正 葉樹姍 臧蕙年
- 總策劃：關兆宏
- 製作人：吳思達
- 編審：王進達
- 導演：章可中
- 編劇：秦丕芳
- 顧問：林智惠

## 争议
该剧上线后，预告片中林智惠服務軸心國陣營的情节，在中国大陆地区引发了激烈反响，因被指美化法西斯主義與日本军国主义，受到《環球時報》的批判，国务院台湾事务办公室对此表示关切。
该剧于5月10日首播，播出兩集后，5月12日大爱台以「护士节名义」改播《愛別離》，5月14起播放另一電視劇《有你陪伴》，另外大愛電視删除了关于《智子之心》的所有資訊，包括Facebook貼文、YouTube的節目预告、大爱电视台的节目预告。而后蘋果日報接获消息证实该剧被做以停播处理。
大爱方面认为停播的唯一考量是符不符合大爱台的标准，解释该剧部分画面有造成误解跟争议的可能，非大爱台的本意，停播原因与受制于中国大陆批评媚日而妥协自我审查下架无关。
陆委会呼籲要以理性、平和態度看待影視及文化藝術創作。也有導演批评大愛台不尊重創作，受制于中国大陆批评，同時對於網友的批評，表示背後操縱的人更可恨。
國家通訊傳播委員會表示，無預警停播已經損及閱聽眾權益。頻道業者也表示，跟收視率無關的戲劇停播，實務上很罕見。

## 相关
- 台籍日本兵

## 外部連結
- 大愛劇場的Facebook專頁
- 《智子之心 （页面存档备份，存于）》-YAHOO! TV大愛劇場 （页面存档备份，存于）線上看

| 臺灣 大愛電視 每週一至週日 20:00 - 20:49 | 臺灣 大愛電視 每週一至週日 20:00 - 20:49                                                    | 臺灣 大愛電視 每週一至週日 20:00 - 20:49 |
| ---------------------------------------- | ------------------------------------------------------------------------------------------- | ---------------------------------------- |
|                                          | 智子之心 （2018年5月10日－2018年5月11日）                                                   |                                          |
| 在愛之外 （2018年4月10日－2018年5月9日） | 電視電影：愛別離 （2018年5月12日－2018年5月13日） 有你陪伴 （2018年5月14日－2018年6月15日） |                                          |